# Djallal Achacha
Djallal Achacha (en arabe : جلال عشاشة) est un footballeur algérien né le 22 février 1979 à Sétif. Il évoluait au poste de milieu offensif.

## Biographie
Il évolue en première division algérienne avec les clubs, du CS Constantine, de l'ES Sétif et du CA Bordj Bou Arreridj. Il dispute 78 matchs en inscrivant treize buts en Ligue 1.

## Palmarès
MC El Eulma
- Championnat d'Algérie D2 (1) :
  - Champion : 2007-08.